# Igor Teplyi
Igor Teplyi (* 12. Dezember 1986 in Leningrad) ist ein dänischer Schachspieler russischer Herkunft.

## Leben
Igor Teplyi ist Student an der Universität Aarhus. Er begann recht spät damit, ernsthaft Schach zu spielen. Er lernte die Regeln im Alter von 16 Jahren, und spielte sein erstes Schachturnier mit 17. Seine erste Elo-Zahl erhielt er erst im Oktober 2006, sein erstes Turnier außerhalb Dänemarks spielte er im Januar 2010 in Prag.

## Erfolge
Mannschaftsschach spielte er in der höchsten dänischen Liga, der Skakligaen, bis 2018 für den Nordre Skakklub aus Aarhus, seit 2018 spielt Teplyi für den SK 1968 Århus. Für die Schachfreunde Schwerin, bei denen auch Henrik Danielsen spielt, spielte er in der Saison 2011/12 in der deutschen Oberliga (3. Liga).
Seit April 2014 trägt er den Titel Internationaler Meister. Die Normen hierfür erzielte er in der A-Gruppe des Copenhagen Cups im Oktober 2012 mit seinem dritten Platz hinter Henrik Danielsen und Carsten Høi, in der Saison 2012/13 der Skakligaen sowie beim Winterchess Masters auf Mallorca im Januar 2014, bei dem er hinter James Plaskett den zweiten Platz belegte.
Igor Teplyis Elo-Zahl beträgt 2415 (Stand: Januar 2024). Mit seiner höchsten Elo-Zahl von 2448 im Februar 2017 lag er auf dem 14. Platz der dänischen Elo-Rangliste.